# Samuel Abraham Goudsmit
Samuel Abraham Goudsmit ili Samuel Goudsmit (Hag, 11. srpnja 1902. – Reno, 4. prosinca 1978.), američki fizičar nizozemskog podrijetla. Doktorirao je (1927.) na Sveučilištu u Leidenu. S G. E. Uhlenbeckom uveo pojam spina elektrona (1925.), koji je značajno utjecao na razvoj atomske i molekularne fizike i kvantne mehanike. Radio je na sveučilištima Michigan (od 1927. do 1946.), Northwestern (od 1946. do 1948.) i u Nacionalnom laboratoriju u Brookhavenu (od 1948. do 1970.). Zapaženi su mu radovi Struktura linijskih spektara (eng. The Structure of Line Spectra, s L. C. Paulingom, 1930.) i Atomska energijska stanja (eng. Atomic Energy States, s Robertom Bacherom, 1932.). Radio je na razvoju radara na Massachusettskom tehnološkom institutu (MIT) u Cambridgeu (od 1941. do 1944.), bio je vođa Alsosa (tajne misije za praćenje njemačkog projekta izradbe atomske bombe) i osnivač časopisa Physical Review Letters (1958.).

## Vanjske poveznice
|  | Zajednički poslužitelj ima još gradiva o temi Samuel Abraham Goudsmit |